# Závišova píseň

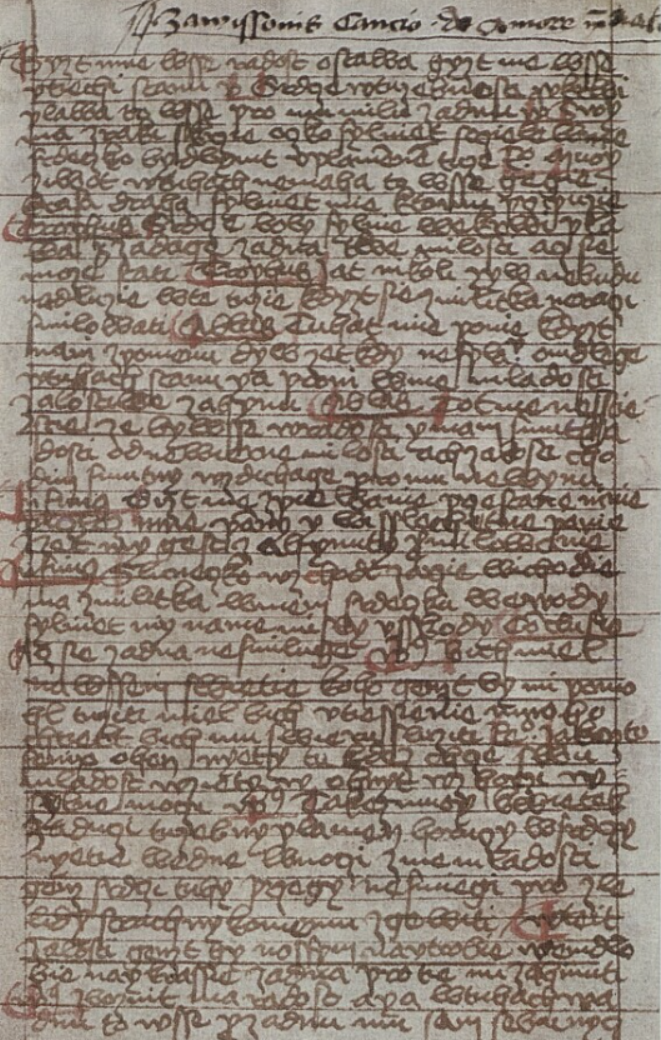
Opis Závišovy písně z počátku druhé poloviny 15. století pořízený Křížem z Telče

Závišova píseň (též podle počátečních slov Jižť mne všě radost ostává) je staročeská milostná skladba, za jejíhož autora je považován Záviš ze Záp. Jedná se o nejsložitější a formálně nejvyspělejší českou milostnou píseň. V písni jsou především popisovány autorovy pocity lásky, avšak i jeho stesk nad nepřítomností milované osoby.
Dílem se zabýval již v 17. století barokní spisovatel Bohuslav Balbín, který autorství milostné písně mylně přisoudil českému šlechtici Záviši z Falkenštejna. Skladba však byla složena zřejmě koncem 14. století. Žánrově se píseň řadí k lejchům. Píseň je syntézou vlivů minnesangu, jenž se odráží v básnické výstavbě skladby, a liturgického zpěvu po stránce hudební. Historik Pavel Spunar se domnívá, že ze Závišovy písně vyzařují vlivy německého básníka Jindřicha z Míšně. Podle jazykovědce Pavla Trosta si Záviš zvolil jednu z Jindřichových básní jako svou dílčí předlohu. Dílo vychází z tradice tzv. kurtoazní lyriky, v níž se projevuje láska, která je pojata ve smyslu utrpení a žalu. Autor v písni užívá zvířecích motivů, když klade přirovnání k fénixovi, lvu, orlu či labuti, na základě čehož literární vědec Václav Černý soudil, že autor hledal vzory z trubadúrské poezie.
Dodnes se zachovaly dva úplné rukopisy Závišovy písně, jež patrně ovšem nepodávají přesné původní znění skladby.

## Ukázka
Jižť mne všě radost ostává,

jižť mé všě útěchy stanú.

Srdce túžebné krvi plavá:

to vše pro mú milú žádnú.

Svýma zraky skrzě očko

silněť střielé v mé srdéčko,

bydlímť u plamennéj túzě.

Muoj život v túhách nemáhá:

to vše jejie krásadrahá

silněť mě k tomu připúzie.

(...)